# Amy Palmiero-Winters
Amy Palmiero-Winters (Meadville, Pennsilvània, Estats Units, 18 d'agost de 1972) és una atleta estatunidenca, amputada per sota del genoll, que ostenta onze rècords mundials en diversos esdeveniments. El 2010 va ser guardonada amb el premi James E. Sullivan com a millor esportista aficionada als Estats Units i el premi ESPY com a millor esportista amb discapacitat del món.

## Vida personal
Palmiero-Winters va néixer a Meadville, Pennsilvània, i des de ben jove va competir en pista i en distància. El 1994 va patir un accident de moto que li va aixafar la cama esquerra. Després de tres anys i vint-i-cinc cirurgies, la cama es va haver d'amputar per sota del genoll. No va ser capaç de córrer fins tres anys després de l'amputació.

## Trajectòria esportiva inicial
El 2004 va participar en la Marató de Silver Strand. Tot i estar embarassada de cinc mesos i córrer amb una cama protètica destinada només a caminar, va acabar segona de la seva categoria. L'estiu següent es va classificar pel Triatló de la Ciutat de Nova York de 2005, encara utilitzant una pròtesi per a caminar, així com una bicicleta prestada al seu patró, i es va situar tercera a la seva categoria.
En aquell moment, va decidir dedicar-se a córrer a un nivell més seriós. Després d'obtenir una cama protètica altament personalitzada a partir d'A Step Ahead Prosthetics, a Hicksville, estat de Nova York, va decidir traslladar-se a Nova York per convertir-se en membre de l'equip A Step Ahead, un grup d'atletes amputats, professionalment entrenats i patrocinats per l'empresa.
Al maig del 2006, s'havia entrenat extensament i, amb una nova pròtesi, va córrer la Marató de Nova York a 3:24 minuts el quilòmetre i va batre el rècord mundial d'una dona amputat per sota del genoll en més de 25 minuts. A continuació, va fer la Marató de Chicago de 2006 a 3:04 minuts el quilòmetre, que és el millor temps en una marató d'un amputat, masculí o femení.

## Ultramaratons
El 2009 va decidir passar de les maratons a les ultramaratons, que són curses més exigents i més llargues que la distància de 42'195 quilòmetres de la marató. Va córrer deu ultramaratons entre el 2009 i el 2010, acabant primera de categoria femenina a la Heartland 100 Mile a l'octubre de 2009, així com primera de la general a l'Arizona Road Racers Run to the Future, una cursa de 24 hores, el 31 de desembre de 2009, corrent 209'858 quilòmetres durant el temps previst. Va ser la primera vegada que un amputat guanyava una ultramarató.
Després d'aquesta actuació va ser una de les escollides per a representar l'equip dels Estats Units al Campionat del Món d'Ultramarató de les 24 hores de l'IAU a Brive, França. Va ser la primera vegada que se seleccionava un amputat per a l'equip estatunidenc d'un campionat internacional. El 17 de maig de 2010, va acabar 18a en la categoria femenina del Campionat del Món, després d'aconseguir córrer 215'63 quilòmetres.
La seva següent cursa va ser la Western States Endurance Run el 26 de juny de 2010. Es va convertir en el primer amputat a acabar la cursa de 160'934 quilòmetres (100 milles). Després d'acabar-la en un temps de 27 hores 43 minuts i 10 segons va rebre la sivella de bronze atorgada als corredors que acaben en menys de 30 hores.
El 2011 es va convertir en la primera dona amputada a acabar amb la Ultramarató de Badwater, marcant un temps de 41 hores 26 minuts i 42 segons.
El 2019 es va convertir en la primera dona amputada a acabar la Marathon des Sables.

## Paratriatló
L'any 2005 i 2006 es va classificar per a disputar el Campionat del Món de paratriatló. L'any 2007 va ser la primera atleta amb una discapacitat física convidada a córrer a la categoria d'elit del Triatló de Nova York.
El 2014 es va convertir en la primera amputada, masculina o femenina, en completar el triatló Ultraman, una cursa de 3 dies i un total de 320 quilòmetres.

## Premis
Palmiero-Winters va ser declarada Triatleta femenina dels Estats Units amb un desafiament físic de 2006. Va rebre el premi James E. Sullivan de 2009 com a millor esportista amateur del país i també va guanyar el premi ESPY de 2010 a com a millor esportista amb discapacitat. El 2009 també va ser nomenada directora de l'equip A Step Endhead.